# Кароліна Пєхота
Кароліна Пєхота (пол. Karolina Piechota; нар. 10 березня 1984, Козеніце, ПНР) — польська акторка театру і кіно.

## Фільмографія
- Рубінове весілля (2008)
- Чорний четвер (2011)